# Tre veninder
Tre veninder (fransk originaltitel: Trois Amies) er en fransk sorgmunter romantisk komediefilm fra 2024, der er instrueret af Emmanuel Mouret. Den omhandler tre veluddannede kvinder i den franske by Lyon og deres forskellige forhold til kærligheden. 
Filmen havde verdenspremiere i hovedkonkurrencen på filmfestivalen i Venedig i 2024.

## Handling
Filmens centrum er de tre veninder Joan (India Hair), Alice (Camille Cottin) og Rebecca (Sara Forestier). Alice er ikke længere forelsket i Victor, og hun er selv ked af, at hun er uærlig over for ham. Veninden Alice beroliger hende og fortæller, at hendes forhold med Eric fungerer fint, selvom det ikke er lidenskabeligt. Hun aner dog ikke, at Eric har en affære med deres fælles veninde Rebecca. Da Joan beslutter sig for at forlade Victor, forsvinder han, og de tre venners liv bliver vendt på hovedet.
Filmen kredser om de komplekse nuancer i menneskelige følelser og udspiller sig i den franske by Lyon blandt personer fra den kreative klasse - de tre veninder er to gymnasielærere og en billedkunstner - i deres sene ungdom. Ifølge Filmmagasinet Ekko er filmen et eksempel på den milde og blide socialrealisme, som i et godt stykke tid har præget franske film og understreger, at livet ikke kun finder sted i den mondæne hovedstad Paris.

## Medvirkende
- Camille Cottin - Alice
- Sara Forestier - Rebecca
- India Hair - Joan
- Damien Bonnard - Thomas
- Vincent Macaigne - Victor

## Modtagelse

### Danmark
I dagbladet Information skrev anmelderen Lone Nikolajsen, at man var i sikre hænder hos Mouret, der selvsikkert og selvbevidst udfoldede sin historie om romantiske forviklinger, men at sikkerheden gik ud over filmens følelsesmæssige intensitet. Filmmagasinet Ekko gav filmen fire stjerner ud af seks. Anmelderen Bo Tao Michaëlis kaldte historien bittersød og mente, at filmen gerne ville være mere raffineret, end den i virkeligheden var, men roste skuespillernes præstationer højt.